# ديك يونغ
ديك يونغ (16 سبتمبر 1885 - 1 يوليو 1968) (بالإنجليزية: Dick Young)‏ هو لاعب كريكت بريطاني (وحمل سابقاً جنسية المملكة المتحدة لبريطانيا العظمى وأيرلندا). شارك مع منتخب إنجلترا للكريكت.

## وصلات خارجية
- ديك يونغ على موقع إي آس بي آن كريك إنفو (الإنجليزية)